# Кшиштоф Ніщицький
Кшиштоф Ніщицький гербу Правдич (бл. 1540 — перед 20 травня 1617) — польський шляхтич, військовий, державний діяч, часу Королівства Польського. Командувач коронних найманців-кавалеристів. Брат белзького каштеляна Пйотра Ніщицького. Представник польського шляхетського роду Ніщицьких.

## Життєпис
Народився близько 1540 року. Син воєводи плоцького Станіслава Ніщицького та його дружини Агнешки з Сененських гербу Дембно.
Був вихований кальвіністом. 1557 року був покоївцем короля Сигізмунда II. Учасник воєн короля Стефана Баторія. Воював разом з брацлавським воєводою князем Янушем Збаразьким. Брав участь в облозі, блокаді Пскова. Посол сеймів від Плоцького воєводства. Підписав елекцію короля Сігізмунда III Вази.
Посади (уряди): белзький воєвода з 1613 року. Староста цеханувський, каштелян рацьонзький.
Посідав маєтності у Мазовії, Белзщині; зокрема, місто Угнів. 1575 року господарював частково спільно з братом.

### Сім'я
Мав 3 дружин, кількох дітей від них.